# Inondations au Brésil en 2024
Les inondations au Brésil surviennent à partir du 29 avril 2024 dans les États du Rio Grande do Sul du sud du Brésil. Ces inondations sont considérées comme les pires que le pays ait connues depuis plus de 80 ans.
Entre le 26 avril et le 2 mai, dans plusieurs villes, il a plu entre 500 et 700 mm, ce qui correspond à un tiers de la moyenne historique annuelle de précipitations. Dans de nombreuses autres villes, les précipitations ont varié entre 300 et 400 mm.
Les précipitations excessives ont touché plus de 60 % du territoire de l'État. Jusqu'à 9 heures le 9 mai, 425 municipalités ont signalé des dommages. Il y a eu 107 morts, 136 personnes portées disparues et 374 blessées. Plus de 1,47 million de personnes ont été affectées et plus de 230 000 ont dû quitter leurs domiciles. Plus de 640 000 résidences ont été privées d'approvisionnement en eau et plus de 440 000 clients ont été sans électricité. Des blocages se sont produits à des dizaines de points sur les routes étatiques en raison de glissements de terrain, d'inondations, de destructions de chaussée, ou de chutes de barrières et d'arbres.
Le 5 mai, le gouvernement fédéral a déclaré l'état de calamité publique. Le même jour, l'inondation du Guaíba, un lac entourant la capitale Porto Alegre, a atteint un niveau de 5,33 mètres, dépassant ainsi la crue historique de 1941.

## Historique météorologique

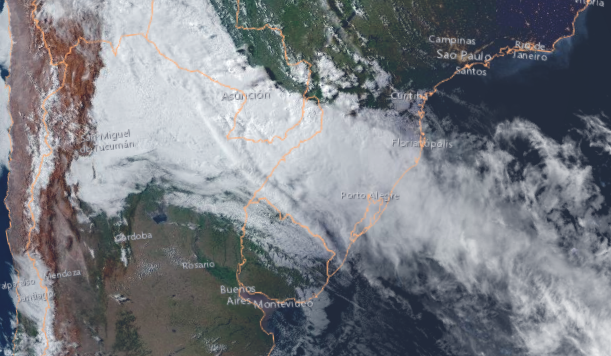
Image satellite du 2 mai 2024 du sud du Brésil.

Un blocage atmosphérique causé par un système de haute pression atmosphérique dans le Centre-Sud du Brésil a empêché le déplacement des systèmes météorologiques typiques (cyclone extratropical, front froid, creux) qui provoquent des précipitations. Les températures dans la région affectée par l'anticyclone étaient de cinq à dix degrés Celsius au-dessus de ce qui est historiquement enregistré par l'Institut National de Météorologie (INMET). De ce fait, les zones d'instabilité sont restées confinées dans l'État du Rio Grande do Sul.
Le 28 avril, la Défense Civile du Rio Grande do Sul a émis l'Avertissement Météorologique 254, ensuite mis à jour, alertant sur le « risque de perturbations dues aux orages isolés et aux pluies intensément localisées, entraînant des élévations rapides des niveaux d'eau avec débordement des cours d'eau, des ruisseaux, des petits cours d'eau et des régions riveraines, ainsi qu'une lente élévation des principaux fleuves pouvant atteindre le seuil d'inondation, en plus des inondations localisées dans les périmètres urbains ». Dans les jours qui ont suivi, sur le réseau social X, les avertissements se sont succédé, toujours avec des prévisions de temps adverse.

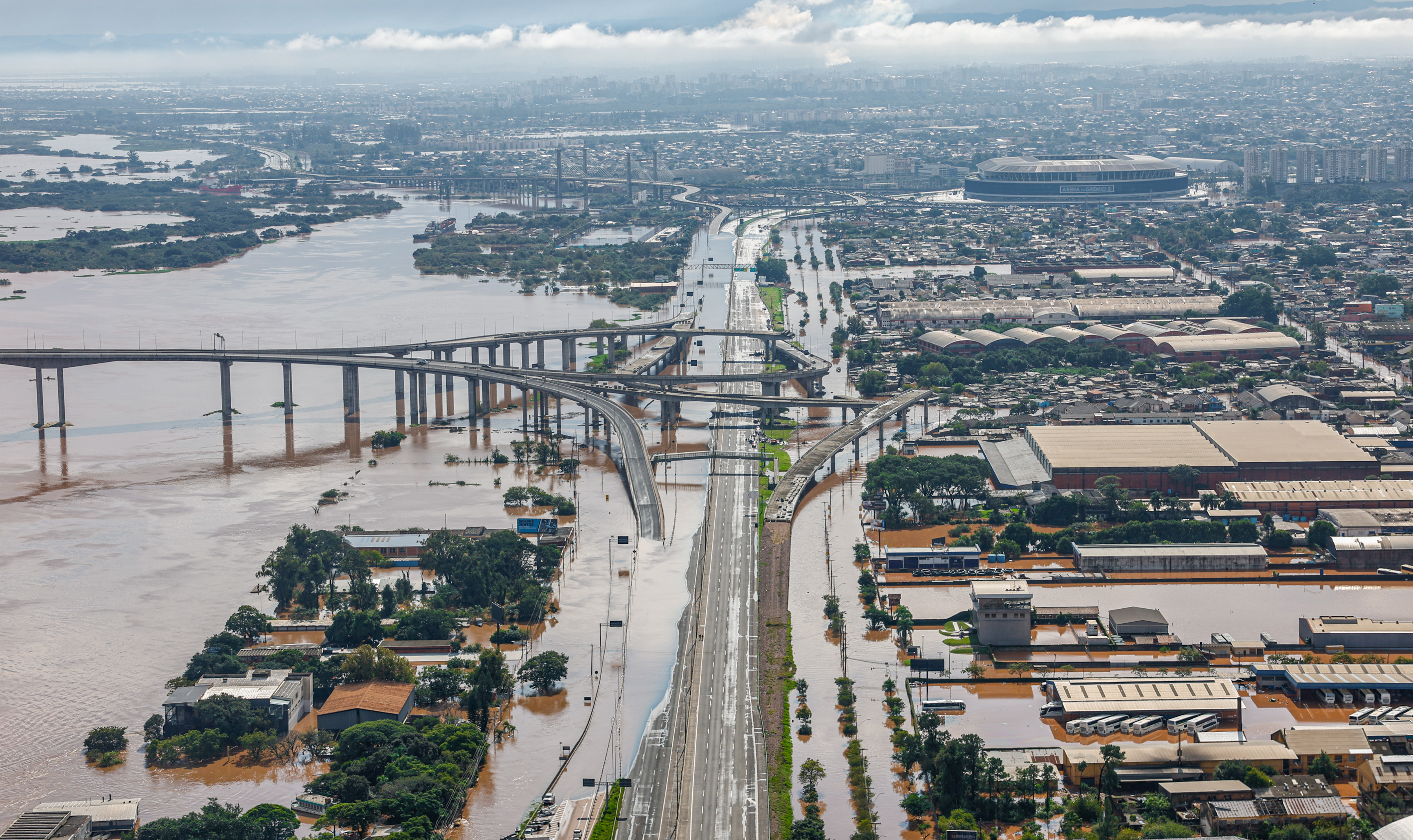
Image aérienne du 5 mai 2024 montrant les conséquences de la montée des eaux du Guaíba sur Porto Alegre.

Le mauvais temps a commencé dans le Nord de l'État le 28, avec de fortes pluies et des vents violents. Le lundi, la situation s'est étendue à presque tout l'État. Le 30 avril, vers 14 heures, l'Avertissement Météorologique 254 a été mis à jour, renforçant l'alerte sur le « risque élevé de perturbations dues aux tempêtes isolées, et aux pluies intenses et persistantes, entraînant des élévations rapides des niveaux d'eau avec débordement des cours d'eau, des ruisseaux, des petits cours d'eau et des régions riveraines, ainsi que l'élévation des principaux fleuves atteignant le seuil d'inondation, en plus des inondations dans les périmètres urbains et des glissements de terrain ».
Le mauvais temps du 28 avril au 1er mai a été provoqué par un front froid associé à une zone de basse pression sur la mer. Avec ce système, il y avait également un flux d'humidité venant du nord du pays. Un autre front a commencé à entrer dans l'État le 2 mai, tandis que l'humidité du flux se maintenait. Ce front était associé à une zone de basse pression sur le Paraguay qui s'est ensuite déplacée perpendiculairement sur le RS jusqu'à atteindre l'est de l'État dans l'océan Atlantique.
Concernant l'avertissement de l'arrivée du second front, Marcelo Schneider, météorologue à l'INMET et coordinateur du district de météorologie de Porto Alegre, a expliqué : « Beaucoup d'inquiétude pour les prochaines 24h, 36h. Outre les volumes de pluie et les vents à l'intérieur de l'État, nous devrions entendre parler de certains troubles, comme le microburst (ou micro-explosion), qui sont des tempêtes localisées, en raison du contraste de température ».

## Inondations
Le 5 mai, il est dénombré 78 morts et plus de 100 disparus,.
Le 8 mai, 100 personnes ont trouvé la mort, 372 ont été blessées et 128 sont portées disparues au total,.
Le 10 mai, 143 personnes sont toujours portées disparues avec un bilan porté à 116 morts et 756 blessés,.